# Ë́
Ë́ (minuscule : ë́), appelé E tréma accent aigu, est une lettre latine utilisée dans l’écriture du bribri, du cabécar, du cashibo, chipewyan, du nomatsiguenga, de l’otomi de San Jerónimo Acazulco, du trique de Chicahuaxtla, et du lituanien au XIXe siècle. 
Il s’agit de la lettre E diacritée d’un tréma et d’un accent aigu.

## Représentations informatiques
Le E tréma accent aigu peut être représenté avec les caractères Unicode suivants : 
- composé et normalisé NFC (supplément latin-1, diacritiques) :

| formes    | représentations | chaînes de caractères | points de code | descriptions                                            |
| --------- | --------------- | --------------------- | -------------- | ------------------------------------------------------- |
| capitale  | Ë́               | Ë◌́                    | U+00CB U+0301  | lettre majuscule latine e tréma diacritique accent aigu |
| minuscule | ë́               | ë◌́                    | U+00EB U+0301  | lettre minuscule latine e tréma diacritique accent aigu |

- décomposé et normalisé NFD (latin de base, diacritiques) :

| formes    | représentations | chaînes de caractères | points de code       | descriptions                                                        |
| --------- | --------------- | --------------------- | -------------------- | ------------------------------------------------------------------- |
| capitale  | Ë́               | E◌̈◌́                   | U+0045 U+0308 U+0301 | lettre majuscule latine e diacritique tréma diacritique accent aigu |
| minuscule | ë́               | e◌̈◌́                   | U+0065 U+0308 U+0301 | lettre minuscule latine e diacritique tréma diacritique accent aigu |